# Tor Bay
Tor Bay ist eine Bucht an der Ärmelkanalküste, in der Grafschaft Devon in England.
Die Buch ist nach Osten zum Ärmelkanal ausgerichtet und von der Nord- zur Südseite etwa 7,2 Kilometer breit. An der Küste befinden sich die Städte Torquay, Paignton und Brixham, die die selbständige Verwaltungseinheit (Unitary Authority) Torbay bilden.

## Geologie
Tor Bay wird von Aufschlüssen aus devonischem Kalkstein begrenzt, die ihre nördliche Grenze bei Hope’s Nose und ihre südliche bei Berry Head bilden. Die Geologie des Gebiets ist vielfältig und komplex, dies geht aus einer Bestimmung des English Riviera Geoparks von 2007 hervor, die die gesamte Küste von Tor Bay umfasst.
Während der letzten Eiszeit, als der Meeresspiegel niedriger war, war Tor Bay trockenes Land, wie die Existenz eines unter Wasser befindlichen Waldes in der Bucht zeigt. Dieser wurde während der Flandrischen Transgression überflutet.

## Geschichte
Da Tor Bay vor den vorherrschenden Südwestwinden geschützt ist, war es lange Zeit eine der sichersten Zufluchtsorte für die Schifffahrt zwischen Land’s End und der Isle of Wight. Vom 17. bis 19. Jahrhundert war die Bucht von der britischen Flotte als Ankerplatz und Treffpunkt für Konvois genutzt worden. Im Rahmen der Olympischen Sommerspiele 1948 in London fanden in der Bucht die Segelregatten der Spiele statt. Zwischen den beiden Häfen in Torquay und Brixham verkehren regelmäßig Fähren.